# Jean-Yves Calvez
Jean-Yves Calvez (Saint Brieuc (Côtes-d’Armor), 03 de fevereiro de 1927 - Paris, 11 de janeiro de 2010) foi um teólogo e sacerdote jesuíta francês. É considerado um dos maiores pensadores jesuítas do século XX, especialista na Doutrina Social da Igreja.

## Biografia
Em 1943, Calvez entrou no noviciado jesuíta de Laval, aos dezesseis anos e meio. Após os anos de formação, foi ordenado padre em 1957. A seguir foi enviado aos Estados Unidos para efetuar a "terceira provação", última etapa da formação jesuíta durante a qual o candidato realiza pela terceira vez os exercícios espirituais inacianos e após a qual são feitos os votos definitivos.
Jean-Yves Calvez começou sua carreira acadêmica em cursos de filosofia social na faculdade de Chantilly. Em 1965 passou a  lecionar no instituto de estudos sociais do Instituto Católico de Paris, onde manteve cursos-conversação sobre o marxismo e depois no Insitut d'Études Politiques de Paris. Entre 1959 e 1965 dirigiu a Action Populaire, atual Centre de Recherche e d'Action Sociale (Ceras) da Companhia na França. Também foi professor na Argentina. Paqrticipou do Conselho de Administração da Universidade de Georgetown, em Washington, uma prestigiosa instituição dirigida pelos jesuítas. 
Em 1967 foi designado provincial da França, quando trabalho na reunificação das duas províncias da Companhia de Jesus francesa. Permaneceu neste cargo até 1971, quando tornou-se assistente do Padre Pedro Arrupe, superior geral dos jesuítas, quando passou a residir em Roma.  Neste período atuou intensamente na crise entre a Santa Sé e a Companhia de Jesus. Atribui-se a Calvez o crescente engajamento dos jesuítas nos locais de maior pobreza: "serviço da fé sobre a promoção da justiça". Deixou esta função em 1983.
Retornou a Paris, onde assumiu a direção do Centre de recherche et d’action sociales (Ceras), pertencente aos jesuítas, em 1989. Em 1995 passou a dirigir a revista Études e a dar aulas no departamento de ética pública do Centre Sèvres, centro de estudos da Companhia de Jesus, do qual foi também diretor. 
Faleceu em 10 de janeiro de 2010 devido a um edema pulmonar com complicações cardíacas.

## A obra
Em 1956 já publicara sua obra O Pensamento de Karl Marx, que tornou-se citado pelas células do Partido Comunista Francês. Esta obra fez com que fosse convidado para diversos encontros em países comunistas. Setores católicos o consideravam um pensador de esquerda.
Autor de diversas obras, sobretudo a partir dos anos 1980, sua reflexão voltava-se para temas políticos e teológicos.

## Ligações Externas
- Claire Lesegretain (2010): O filósofo e teólogo Jean-Yves Calvez morreu. Página do Instituto Humanitas. Universdidade do Vale do Rio dos Sinos, acessada em 19 de janeiro de 2010.
- Stéphanie Le Bars (2010): Jean-Yves Calvez: uma das maiores personalidades jesuítas do século XX. Página do Instituto Humanitas. Universdidade do Vale do Rio dos Sinos, acessada em 19 de janeiro de 2010.